# Kampioenschap van Vlaanderen 1991
Il Kampioenschap van Vlaanderen 1991, settantaseiesima edizione della corsa, si svolse il 13 settembre 1991 su un percorso di 175 km, con partenza e arrivo a Koolskamp. Fu vinto dal belga Johan Museeuw della Lotto-Superclub davanti al suo connazionale Peter Huyghe e all'olandese Wiebren Veenstra.

## Ordine d'arrivo (Top 10)
| Pos. | Corridore            | Squadra                 | Tempo    |
| ---- | -------------------- | ----------------------- | -------- |
| 1    | Johan Museeuw        | Lotto-Superclub         | 4h01'00" |
| 2    | Peter Huyghe         | La William-Saltos-Duvel |          |
| 3    | Wiebren Veenstra     | Buckler                 |          |
| 4    | Jerry Cooman         | Tulip                   |          |
| 5    | Michel Cornelisse    | La William-Saltos-Duvel |          |
| 6    | Herman Frison        | Histor-Sigma            |          |
| 7    | Johan Devos          | SEFB-Saxon-Gan          |          |
| 8    | Dave Rayner          | Buckler                 |          |
| 9    | Peter Naessens       | Collstrop-Isoglass      |          |
| 10   | Frank Van Den Abeele | Lotto-Superclub         |          |